# Стратон Александрійський
Стратон Александрійський (дав.-гр. Στράτων; д/н — після 64 до н. е.) — давньогрецький атлет, борець, панкратіоніст, переможець античних Олімпійських ігор 68 та 64 років до н. е., Немейських ігор. Не слід плутати зі Статоном Александрійським, переможцем у бігу на 214-х Олімпійських іграх 77 року до н. е.

## Життєпис
Походив з Александрії, столиці Елліністичного Єгипту. За легендою спочатку не цікавився атлетикою, але став страждати на розлад селезінки. Йому запропонували як ліки фізичні вправи. За допомогою постійних тренувань вилікувався та досяг успіхів у панкратіоні та боротьбі.
68 року до н. е. на 178-х Олімпійських іграх в один день переміг в боротьбі та панкратіоні. За це йому спорудили 2 статуї в Олімпії та надали почесне звання «Другий після Геракла». 64 року до н. е. на 179-х іграх Стратон знову став олімпіоніком у панкратіоні. Для його тренувань в Александрії коштом полісу була споруджена спеціальна галерея для тренувань.
В подальшому 4 рази переміг на Немейських іграх, по 1 разу — Істмійських та Піфійських іграх, ставши періодоніком (переможцем в усіх панеллінських змаганнях).